# هنري السابع (ملك إنجلترا)
هنري السابع تيودر (بالإنجليزية: Henry VII)‏ عاش (قصر بَمْبْرُوكْ 1457- لندن 1509 م) هو آخر ملك كاثوليكي لإنكلترا (1485-1509 م)، وأول حكام أسرة تيودر (Tudor). رغم أنه ينتسب إلى أحد النبلاء وهو «أوين تيودر»، إلا أنه ورث وعن طريق والدته عرش أسرة لانكستر الإنكليزي (للمزيد راجع: تيودر).
تزوج من الأميرة إليزابيث أوف يورك، ووضع بذلك حدا لحرب الوردتين.
أمضى «هنري» طفولته في المنفى في فرنسا، ثم عاد عام 1485 م إلى البلاد بعد أصبح صاحب الحق الشرعي في العرش، انتصر في معركة «بوزْوَرْثْ» (Bosworth) على خصمه دوق يورك، ريتشارد الثالث، واجه أثناء سنوات حكمه الأولى العديد من الثورات التي أشعلها أنصار أسرة يورك المخلوعين، كان حازما جدا في التعامل مع أدعياء المُلك، وقام بإطاحة رأس كل من كانت تسول له نفسه الاستيلاء على عرشه، خلا الجو من المنافسين فأصبح الطريق ممهدا لأن تعمر أسرته، آل تيودر طويلا في الحكم. إدارياً قام بمواصلة عمل من سبقوه في ترسيخ قوة السلطة الملكية.

## انتهاء الحرب وزواجه
قد عقد هنري تصالحا مع الملك السابق إدوارد الرابع ((لاحقا حماه الملك)) وعند وفاته أصبحت عائلة يورك خصمه حيث أنقد الأميرة إليزابيث يورك من أيدي عمها ريتشارد الثالث الذي قتل أخويها
و قد حمل النسل الانستكري عن أمه وتزوج من إليزابيث يورك الجميلة من ثم أصبحت عائلة تيدور رابطا بين الأسرتين وقضى على ريتشارد الثالث نهائيا وأخذ إليزابيث الجميلة ملكة رسمية على إنكلترا معه

## أبنائه
و قد كان لديه أبناء كثيرون وهم:
- آرثر أمير ويلز
- الأمير هنري داك أوف يورك لاحقا: الملك هنري الثامن
- الأميرة ماري لاحقا: الملكة ماري تيدور ملكة فرنسا
- الأميرة إليزابيث تيودور توفيت شابة
- الأميرة ماري تيودور ملكة فرنسا
- الأمير إدموند تيودور، دوق سومرست توفي طفلاً
- الأميرة كاثرين تيودور توفيت طفلة بعمر 3 أشهر

## وفاته
توفي ابن الملك هنري السابع الأكبر آرثر وترملت زوجته كاترين من أراغون وعين بعد ذلك هنري أميرا لويلز وقد كتب عندما يتوج هنري ملكا يوجب عليه أن يتزوج من أرملة أخيه أرثر وهي كاترين.
في عام 1509 سلم الملك هنري السابع روحه إلى السماء قبل زوجته الثانية مارجريت وانتقل العرش لإبنه الملك هنري الثامن .

## أصل وحياة مبكرة
وُلد هنري السابع في قلعة بيمبروك في 28 يناير عام 1457 لمارغريت بوفورت، كونتيسة ريتشموند. تُوفي والده، إدموند تيودور، إيرل ريتشموند الأول قبل ولادته بثلاثة أشهر.
كان جد هنري من جهة الأب أوين تيودور، في الأصل من أسرة تيودور المُقيمة في بينمايندد بجزيرة أنغليسي في ويلز، صفحة في محكمة هنري الخامس. نشأ ليصبح أحد «حاملي الدروع المقربين للملك» بعد الخدمة العسكرية في معركة أجينكور. يُقال إن أوين تزوج سرًا من أرملة الملك هنري الخامس، كاثرين من فالوا. إدموند تيودور أحد أبنائهم، والد هنري السابع، وكذلك هو شقيق الملك هنري السادس. استحدث إدموند لقب إيرل ريتشموند في عام 1452، و«أعلنه البرلمان لقبًا رسميًا شرعيًا».
أتت مطالبة هنري الرئيسية للعرش الإنجليزي من والدته من خلال أسرة بوفورت. كانت والدة هنري، السيدة مارغريت بوفورت، حفيدة جون غونت، دوق لانكستر والابن الرابع لإدوارد الثالث، وزوجته الثالثة كاثرين سوينفورد. كانت كاثرين عشيقة غونت لمدة 25 عامًا تقريبًا. عندما تزوجا في عام 1396 كان لديهما أربعة أطفال بالفعل، بما في ذلك جد هنري الأكبر جون بوفورت. وهكذا، كانت مطالبة هنري هشة إلى حد ما؛ لأنها كانت من امرأة، ومن أصل غير شرعي. نظريًا، كان لدى العائلات الملكية البرتغالية ولقشتالية مطالبة أفضل لأنهم أحفاد كاثرين لانكستر، ابنة جون غونت وزوجته الثانية كونستانس من قشتالة.
مع ذلك عد الملك ريتشارد الثاني أطفال غونت من خلال كاثرين سوينفورد أبناء شرعيين بواسطة براءة تمليك في عام 1397. في عام 1407، أصدر الملك هنري الرابع، ابن غونت من زوجته الأولى، براءات تمليك جديدة تؤكد شرعية إخوته غير الأشقاء، لكنه أعلن أيضًا أنهم غير جديرين بالعرش، وبذلك كان تصرف هنري الرابع مشكوكًا في شرعيته، حيث أصبحت أسرة بوفورت شرعية سابقًا بموجب قانون صادر عن البرلمان، لكنه أضعف مطالبة هنري.
ومع ذلك، بحلول عام 1483، كان هنري هو المُطالب الذكر الأعلى مقامًا في أنصار لانكاستر المتبقي بعد الوفيات في المعركة، بعد قتل أو إعدام هنري السادس، وابنه إدوارد وستمنستر، أمير ويلز، وخط نسب بوفورت الآخر من خلال عم مارجريت بوفورت، دوق سومرست الثاني.
كوّن هنري أيضًا بعض رأس المال السياسي من أصله الويلزي عن طريق اجتذاب الدعم العسكري وحماية مرور جيشه عبر ويلز في طريقه إلى معركة بوسوروث. جاء من عائلة قديمة راسخة تعيش في جزيرة أنغليسي والتي ادعت النسب إلى كادوالدر، في الأسطورة، آخر ملك بريطاني قديم، وفي بعض الأحيان أظهر هنري التنين الأحمر لكادوالدر. أخذها، بالإضافة إلى صليب القديس جرجس، في موكبه عبر لندن بعد الانتصار في بوسورث. اختلق كاتب معاصر وكاتب سيرة حياة هنري، برنارد أندريه، الكثير أيضًا عن أصل هنري الويلزي.

## ملك

### سنوات لاحقة ووفاة
في عام 1502، اتخذت حياة هنري السابع منعطفًا صعبًا وشخصيًا إذ تُوفي فيه العديد من الأشخاص الذين كانوا على وشك الموت في سلسلة متوالية سريعة. تُوفي ابنه الأول ووريثه الشرعي آرثر، أمير ويلز، فجأة في قلعة لودلو، على الأرجح بسبب مرض تنفسي فيروسي عُرف في ذلك الوقت باسم «مرض التعرق الإنجليزي». هذا جعل هنري، دوق يورك، وريث العرش. فاجأ الملك، وهو عادةً رجل متحفظ نادرًا ما أظهر الكثير من المشاعر في الأماكن العامة باستثناء الغضب، رجاله بحزنه الشديد ونشيجه لوفاة ابنه، في حين أن قلقه تجاه الملكة هو دليل على أن الزواج كان سعيدًا، كما هو الحال بالنسبة لرد فعله على وفاة الملكة في العام التالي، عندما أغلق على نفسه لعدة أيام، رافضًا التحدث إلى أي شخص.
أراد هنري السابع الحفاظ على التحالف الإسباني. لذلك، رتب إعفاء بابوي من البابا يوليوس الثاني للأمير هنري للزواج من أرملة أخيه كاثرين، وهي علاقة كانت ستمنع الزواج في الكنيسة الكاثوليكية الرومانية. في عام 1503، تُوفيت الملكة إليزابيث أثناء الولادة، لذلك حصل الملك هنري على الإعفاء الذي سمح له أيضًا بالزواج من كاثرين بنفسه. بعد الحصول على الإعفاء، كان لدى هنري أفكارًا ثانية حول زواج ابنه وكاثرين. تُوفيت والدة كاثرين إيزابيلا الأولى من قشتالة وخلفت وراها خوانا شقيقة كاثرين. وبالتالي، كانت كاثرين ابنة الملك الوحيدة فقط وأقل في الجاذبية كزوج لوريث هنري السابع. لم يحدث الزواج خلال حياته. من ناحية أخرى، في وقت ترتيب والده للزواج من كاثرين من أراغون، كان هنري الثامن المستقبلي أصغر من أن يعقد الزواج بموجب القانون الكنسي وسيكون غير مؤهل حتى سن الرابعة عشرة.

## مظهر وشخصية
هنري هو أول ملك إنجليزي ظهر من خلال سجلات بصرية معاصرة جيدة في صور واقعية خالية نسبيًا من المثالية. في سن السابعة والعشرين، كان طويلًا ونحيلًا، بعيون زرقاء صغيرة، قيل إنها تحتوي على تعبيرات متحركة ملحوظة، وأسنان سيئة بشكل ملحوظ في وجه طويل شاحب تحت شعر جميل جدًا. كان هنري ودودًا ومفعم بالحيوية، كان اجتماعيًا إذا كان جليلًا في الأسلوب، وكان واضحًا للجميع أنه كان ذكيًا للغاية. كاتب سيرة حياته، البروفيسور كريمز، ينسب إليه - حتى قبل أن يصبح ملكًا - «يتمتع بدرجة عالية من الجاذبية الشخصية والقدرة على إلهام الثقة وسمعة متزايدة في الحسم الفطن». على الجانب المدين، ربما بدا رقيقًا بعض الشيء لأنه يعاني من ضعف الصحة.

## روابط خارجية
- هنري السابع ملك إنجلترا على موقع الموسوعة البريطانية (الإنجليزية)
- هنري السابع ملك إنجلترا على موقع إن إن دي بي (الإنجليزية)
- هنري السابع ملك إنجلترا على موقع ديسكوغز (الإنجليزية)